# Akiko Yajima
Akiko Yajima (jap. 矢島 晶子 Yajima Akiko; właściwie Akiko Ogasawara (jap. 小笠原 晶子 Ogasawara Akiko), ur. 4 maja 1967 w Kashiwazaki) – japońska seiyū i aktorka dubbingowa związana z firmą Production Baobab. Znana jest głównie z roli tytułowej postaci w serii Shin-chan.

## Role głosowe
- 1989: Księga Dżungli – Meshua
- 1991: Trzy małe duszki – Kocchi
- 1992: Wróżka z krainy kwiatów –
  - Vivian,
  - Miki
- 1992: Uchū no kishi Tekkaman Blade – chłopiec
- 1992–2018: Shin-chan – Shinnosuke „Shin-chan” Nohara[a]
- 1994: Sailor Moon S – Tamasaburou
- 1995: Kombinezon bojowy Gundam Wing – Relena Peacecraft
- 1995: Neon Genesis Evangelion – różne postacie
- 1996: Rurōni Kenshin – młody Amakusa Shōgo
- 1997: Rewolucjonistka Utena – Mitsuru Tsuwabuki
- 1997: Zapiski detektywa Kindaichi – różne postacie
- 1997: Berserk –
  - Rickert,
  - Elise
- 1999: Kamikaze kaitō Jeanne –
  - Black Angel Access Time,
  - Sakura Todaiji
- 1999: Excel Saga – Sara Cosette
- 2000: Saiyuki – Seifuku / Meigetsu
- 2000: InuYasha –
  - Kohaku,
  - Yura of the Hair
- 2001: Prétear – Mannen
- 2002: Naruto – Ranmaru
- 2002: Haibane renmei: Stowarzyszenie szaropiórych – Kuu
- 2003: Fullmetal Alchemist – Clause
- 2004: Futari wa Pretty Cure – Mipple
- 2004: Keroro gunsō – Alisa Southerncross
- 2004: Monster – Wim
- 2005: Glass no kamen – Ayumi Himekawa
- 2005: Eureka Seven – Sakuya
- 2005: Jigoku shōjo – Yuki
- 2006: Blood+ –
  - Diva,
  - Riku Miyagusuku
- 2006: Ergo Proxy – Pino
- 2006: ×××HOLiC – Ame Warashi
- 2006: Kanon – Kazuya Kurata
- 2007: Naruto Shippūden – młody Sasori
- 2007: Clannad – My Voice
- 2008: Yu-Gi-Oh! 5D’s – Nico
- 2008: Księga przyjaciół Natsume – Kogitsune
- 2009: Kimba, biały lew – Kenichi Oyama